# Frankie Jonas
Franklin Nathaniel "Frankie" Jonas (ur. 28 września 2000 w Ridgewood, New Jersey, USA) – amerykański aktor i wokalista.
Jest bratem Jonas Brothers, z którymi zagrał w serialu Jonas L.A. oraz Jonas.

## Filmografia

### Seriale
- 2008, 2010 – Jonas Brothers: Spełnione marzenia jako on sam
- 2010 – Jonas/Jonas L.A. jako Frankie Lucas

### Filmy
- 2009 – Ponyo
- 2009 – Noc w muzeum 2 jako kot w muzeum
- 2010 – Camp Rock 2: Wielki finał jako Trevor
- 2010 – Walter the Farting Dog